# أرتا (جزر البليار)
بلدية أرتا (بالإسبانية: Artá) هي بلدية تقع في منطقة جزر البليار شرق إسبانيا.

## الديموغرافيا
بلغ عدد سكان بلدية أرتا 7.553 نسمة عام 2011 (وفقاً للمعهد الوطني للإحصاء الإسباني).
| 5.971 | 6.065 | 6.305 | 6.649 | 6.802 | 7.411 | 7.553 |

## أعلام
- سيرجي داردر
- حزقيال باوتيستا سانشو
- إنريك ماس
- ميكيل ألثامورا